# Gänserndorfer Terrasse
Die Gänserndorfer Terrasse, in Wien auch Stadt- oder Hochterrasse genannt, ist eine eiszeitlich entstandene Schotterfläche im österreichischen Weinviertel an der Donau, die der Riß-Kaltzeit (Alteiszeit, Mittelpleistozän) zugeordnet werden kann.
Die Gänserndorfer Terrasse, die geomorphologisch der Hochterrasse (im Sinne Plencks) zugerechnet wird, erstreckt sich längs der Donau vom Bisamberg bis zur March und erreicht ihre größte Ausdehnung zwischen Deutsch-Wagram und Gänserndorf. Sie liegt auf 155 bis 174 Meter Seehöhe, etwa 10 bis 15 Meter oberhalb des Mittelwassers der Donau. Landschaftlich entspricht sie der nördlichen Sandbodenzone des Marchfelds im nördlichen Wiener Becken. Zur Donau hin schließt mit einer kleinen Geländestufe die junge Praterterrasse (Würm, letzte Eiszeit) an, diese bildet das Überflutungsgebiet der unregulierten Donau. Diese Grenze ist der Kleine Wagram Stammersdorf – Deutsch-Wagram – Markgrafneusiedl – Untersiebenbrunn – Schloßhof.
Zwar hat sie ihre größte Verbreitung nördlich der (heutigen) Donau, aber es gibt auch Teile, die südlich der Donau liegen, wie den ersten und den neunten Wiener Gemeindebezirk (eigentliche Stadtterrasse). Nach außen wird sie dort von der ebenfalls mittelpleistozänen Simmeringer Terrasse begrenzt.
Südlich von Wien findet sie ihre Fortsetzung vermutlich in der Leopoldsdorfer Platte.